# Ethmia sattleri
Ethmia sattleri is een vlinder uit de familie van de grasmineermotten (Elachistidae). De wetenschappelijke naam van de vlinder is voor het eerst geldig gepubliceerd door A. Kun in 2007.
De vlinder heeft een spanwijdte van 17 millimeter. De soort is alleen bekend van de typelocatie in Iran.